# Gewog di Gakiling (Sarpang)
Il gewog di Gakiling è uno dei dodici raggruppamenti di villaggi del distretto di Sarpang, nella regione Meridionale, in Bhutan.